# Nicolás Navarro (Fußballspieler, 1985)
Nicolás Gaston Navarro (* 25. März 1985 in Buenos Aires) ist ein ehemaliger argentinischer Fußballtorhüter.

## Karriere

### Verein
Nicolás Navarro begann mit dem Vereinsfußball in der Jugend von Argentinos Juniors und war ab 2004 Teil der Profi-Mannschaft. Hier spielte er bis zum Winter 2007 und wechselte danach zum italienischen Erstligisten SSC Neapel. Während er in seiner ersten Saison noch regelmäßig spielen konnte, wurde er in seiner zweiten Saison aussortiert und dann an den argentinischen Verein River Plate ausgeliehen. 
2010 wechselte er dann zurück zu seinem ersten Verein Argentinos Juniors und spielte hier eine Spielzeit durchgängig. 
Zur Spielzeit 2011/12 wechselte er in die Türkei zum Süper-Lig-Verein Kayserispor. Hier wurde er auf Anhieb erster Torwart und machte in seiner ersten Saison 29 Ligaspiele. In der Saison 2012/13 wurde er dagegen überhaupt nicht eingesetzt. Mitte August 2012 wechselte er darauf wieder nach Argentinien zu CA Tigre, wo er einen Vertrag mit der Laufzeit von einem Jahr unterschrieb. Ende Juli 2014 wurde der Vertrag um ein Jahr verlängert. Insgesamt bestritt er drei Pflichtspiele für Tigre.
Mitte Januar 2015 wechselte er zu Gimnasia y Esgrima La Plata. Sein Vertrag war auf ein Jahr befristet. Hier wurde er regelmäßig eingesetzt und bestritt 29 von 33 möglichen Ligaspielen. Nach diesem Jahr wechselte Navarro zum Club Atlético San Lorenzo de Almagro, wo sein Vertrag zunächst eine Laufzeit von zwei Jahren hatte. Im Juli 2018 wurde der Vertrag um drei weitere Jahre bis 2021 verlängert.
Im Januar 2019 wurde er für ein halbes Jahr an den mexikanischen Verein Querétaro Fútbol Club ausgeliehen. Im September 2020 kehrte er zu CA Tigres zurück, wurde aber nicht eingesetzt. Im Januar 2021 wechselte er innerhalb Argentiniens zu Arsenal de Sarandí. Nachdem er dort acht Ligaspiele bestritten hatte, entschloss sich Navarro im Juli 2021, seine Karriere zu beenden.

### Nationalmannschaft
Navarro wurde dreimal in die argentinische U-20-Nationalmannschaft berufen. Er nahm an der Junioren-Fußballweltmeisterschaft 2005 teil und wurde mit seiner Mannschaft Weltmeister. Während des Turniers war er Ersatztorhüter und hatte keine Spieleinsätze.
Zudem nahm er mit der argentinischen Olympiaauswahl an den Olympischen Spielen 2008 teil, kam er nicht zum Einsatz. Sein Team gewann die Goldmedaille.

## Erfolge
- Junioren-Fußballweltmeisterschaft 2005
- Olympische Spiele 2008